# 埃斯图 (佛罗里达州)
埃斯图（英語：Esto），是美国佛罗里达州霍爾姆斯縣下属的一座城市。建立于1883年。面积约为6.1平方公里（约合2.4平方英里）。根据2010年美国人口普查，该市有人口364人。论人口在本州排行第382。